# 真人快打II
《真人快打II》是一款由Midway公司制作和发行的格斗类游戏。本游戏最初于1993年在街机上发行。之后移植至多个游戏平台。本游戏于1994年11月11日在日本地区超级任天堂上发行。
本游戏是真人快打系列第二作。相对于初作而言，本游戏的游戏性进行了提升，此外神话般的故事情节进行了增加。
本游戏收到商业上的成功，甚至成为一种文化。